# Lau
Lau é uma das quatorze províncias de Fiji. Sua capital é Tubou, no extremo sul da ilha de Lakeba. A província faz parte da Divisão do Leste do país (que também inclui as províncias de Kadavu e Lomaiviti) e da Confederação Tovata, uma hierarquia tradicional de chefes do norte e leste de Fiji.
Geograficamente, é constituída pelo Arquipélago de Lau. O grupo Lau compreende cerca de 60 ilhas e tem uma área total de 487 quilômetros quadrados. No censo mais recente, de 2017, tinha uma população de 9.602 pessoas, tornando-a a terceira província menos populosa do país.